# .de
‎.de‏ دامنهٔ اینترنتی کشور جمهوری فدرال آلمان است.
طبق گزارش وب‌گاه این مرکز، تا ۱۹ اوت ۲۰۰۹ دست‌کم ۱۳ میلیون دامنه با این پسوند در اینترنت ثبت شده‌است.